# Alentisque
Alentisque település Spanyolországban, Soria tartományban. Alentisque Almaluez, Morón de Almazán, Momblona és Monteagudo de las Vicarías községekkel határos. Lakosainak száma 24 fő (2024).

## Népesség
A település népessége az elmúlt években az alábbi módon változott:
| Lakosok száma | 43   | 43   | 34   | 32   | 34   | 33   | 33   | 33   | 26   | 24   |
|               | 2001 | 2004 | 2007 | 2009 | 2012 | 2014 | 2017 | 2019 | 2022 | 2024 |